# José Ángel de la Casa Tofiño
José Ángel de la Casa Tofiño (Los Cerralbos, 27 de març de 1950 - Madrid, 5 de maig de 2025) fou un periodista esportiu espanyol.

## Biografia
El 1974, després d'estudiar Periodisme a la Universitat Complutense de Madrid, ingressà a Radio Nacional de España i, des d'octubre d'aquell mateix any, començà ja a treballar a l'àrea d'Esports de Radio Peninsular. Un any després s'incorporà a la secció d'esports de RNE i durant els següents anys treballà en programes com Radiogaceta de los deportes, fins que el 1977 ingressà a Televisió Espanyola (TVE), col·laborant com a reporter als espais Polideportivo (fins 1981), Tiempo y marca (1981-1983) i Estudio estadio, que presentaria en solitari entre 1988 i 1990 i que després dirigiria entre 1994 i 1996.
El novembre de 1979 debutà en la retransmissió en directe de partits de futbol de la selecció espanyola de futbol masculí, i des de llavors narrà gairebé 300, entre ells l'històric Espanya 12-1 Malta de 21 de desembre de 1983. També, al llarg de la seva carrera, retransmeté set Jocs Olímpics (de 1984 a 2004) i sis Mundials de futbol (de 1978 a 1998) i nombroses Eurocopes de futbol. Fou director de producció de programes esportius de TVE entre maig de 1996 i gener de 2005 i, de nou, entre juny de 2006 i abril de 2007, moment de la seva jubilació. El 1998 se li concedí el Premi Ondas en la categoria de Millor tasca professional.
Al llarg de la seva dilatada carrera, treballà al costat de nombrosos comentaristes, però de tots ells, la parella que formava amb el jugador internacional del Reial Madrid, Míchel González, fou de les més longeves de la televisió pública. La parella de comentaristes de TVE romangué en antena durant 11 anys, des de 1994 (amb el Mundial d'Estats Units d'Amèrica) fins a 2005, incloent partits de futbol de la selecció espanyola, Eurocopes, Mundials i partits de la Lliga de Campions. A més, reconegué que fou el millor comentarista amb el qual treballà com a professional.
El 28 de març de 2007 es jubilà anticipadament com a conseqüència de l'ERO a TVE, després de narrar (al costat d'un altre jugador, Julen Guerrero) la trobada entre les seleccions d'Espanya i Islàndia, classificatòria per a l'Eurocopa 2008 a Àustria i Suïssa. Quan finalitzà el període d'incompatibilitat de l'ERE, narrà els partits de Lliga de Campions de la UEFA a Castilla-La Mancha Televisión. També actuà com a col·laborador a 7 Región de Murcia i a l'emissora esRadio. El juliol de 2009 signà un contracte com a assessor tècnic del Club Bàsquet Múrcia, després de confirmar-se l'arribada a la presidència al club de José Ramón Carabante.
El 2014 feu públic que patia la malaltia de Parkinson. Quatre anys després rebé la Medalla d'Or de Castella-la Manxa. Morí el 5 de maig de 2025 a Madrid.